# 島草あろう
島草 あろう（しまくさ あろう）は、日本の漫画家。女性。

## 人物
『電撃G's magazine』（メディアワークス、現アスキー・メディアワークス刊）2005年11月号よりLeaf（アクアプラス）製作のアダルトゲーム『うたわれるもの』漫画化第一号として連載開始。2007年1月号まで連載、単行本全2巻を発売する。
自他共に認めるファルコムファンである。同社ゲーム『英雄伝説 零の軌跡』の漫画化作品の連載開始について、緊張している旨コメントしている。
同人サークル「島草島」にて活動中。ファルコム関連作品、東方Project、モンスターハンターの二次創作を手がける。

## 作品リスト
- うたわれるもの（原作：AQUAPLUS、電撃G's magazine、全2巻）
- 英雄伝説 零の軌跡（原作：日本ファルコム、電撃「マ）王、2010年12月号 - 2012年3月号、全2巻）